# Justice League Action
Justice League Action is een Amerikaanse animatieserie geproduceerd door Jim Krieg, Butch Lukic en Alan Burnett. De reeks is gebaseerd op de Justice League-strips van Gardner Fox. De reeks werd uitgezonden op de Amerikaanse Cartoon Network sinds 26 november 2016. In Nederland en Vlaanderen ging de serie in première op 28 januari 2017.
De serie heeft een meer humoristische toon dan de voorgaande reeksen Justice League en Justice League Unlimited.

## Engelse stemmen
- Batman - Kevin Conroy
- Superman - Jason J. Lewis
- Wonder Woman - Rachel Kimsey
- Booster Gold - Diedrich Bader
- Groene Lantaarn - Josh Keaton
- Cyborg - Khary Payton
- Lex Luthor - James Woods
- Supergirl - Joanne Spracklen
- Harley Quinn - Tara Strong
- Chronos - Andy Richter
- Sid Sharp - Jon Lovitz
- Kanto - Troy Baker
- Sinestro - Darin De Paul
- Swamp Thing - Mark Hamill
- Firestorm - PJ Byrne

## Nederlandse stemmen
- Batman - Marcel Jonker
- Superman - Levi van Kempen
- Wonder Woman - Donna Vrijhof
- Booster Gold - Paul Disbergen
- Groene Lantaarn - Sander van der Poel
- Cyborg - Juliann Ubbergen
- Lex Luthor - Huub Dikstaal
- Supergirl - Jann Cnossen
- Harley Quinn - Jann Cnossen
- Chronos - Rolf Koster
- Sid Sharp - Thijs van Aken
- Kanto - Frans Limburg
- Sinestro - Rolf Koster
- Swamp Thing - Jelle Amersfoort
- Firestorm - Joey Schalker
- Diversen - Leo Richardson, Rosa van de Meeberg

## Afleveringen

### Seizoen 1
1. Classic Rock (Shazam Slam: Part 1) / Power Outage (Shazam Slam: Part 2)
2. Night of the Bat (Shazam Slam: Part 3) / Abate and Switch (Shazam Slam: Part 4)
3. Follow That Space Cab! / Nuclear Family Values
4. Zombie King / Galaxy Jest
5. Time Share / Under a Red Sun
6. Play Date / Repulse!
7. Trick or Threat / Speed Demon
8. Hat Trick / Luthor in Paradise
9. Plastic Man Saves the World / Field Trip
10. Rage of the Red Lanterns / Freezer Burn
11. Inside Job / The Trouble with Truth
12. Double Cross / Battle for the Bottled City
13. Garden of Evil / All Aboard the Space Train
14. Time Out / The Fatal Fare
15. Mxy's Mix-Up / Supernatural Adventures in Babysitting
16. Booster's Gold / Boo-ray for Bizarro
17. Best Day Ever / The Cube Root
18. Superman's Pal, Sid Sharp / Superman Red vs Superman Blue
19. The Ringer / Forget Me Not
20. The Brain Buster / E. Nigma, Consulting Detective
21. Harley Goes Ape! / Phased and Confused
22. It'll Take a Miracle! / System Error
23. Race Against Crime / Party Animal
24. Watchtower Tours / Barehanded
25. Captain Bamboozle / Keeping Up with the Kryptonians
26. Unleashed / She Wore Red Velvet

### Online shorts
1. Up and Atom!
2. Beep Beep!
3. Chemistry
4. Good Cop, Bat Cop
5. It's a Trap!
6. Lasso of Lies
7. Quality Time
8. Selfie Help!
9. Special Delivery
10. Justice 1, 2, 3, Go!
11. Toymano a Mano
12. Mint Condition
13. True Colors
14. Missing the Mark
15. Plastic Man of Steel
16. Something in the Hair
17. Super Stakeout
18. Driver's Ed
19. Skyjacked
20. The Goddess Must Be Crazy
21. Eezy Freezy
22. Clown Party